# Clinopogon plumbeus
Clinopogon plumbeus är en tvåvingeart som först beskrevs av Fabricius 1775.  Clinopogon plumbeus ingår i släktet Clinopogon och familjen rovflugor. Inga underarter finns listade i Catalogue of Life.